# Futuroscope
O Futuroscope é um parque temático, situado a 10 quilómetros da cidade de Poitiers. 
As atrações são baseadas em suportes multimédia, técnicas cinematográficas, audiovisuais e robótica do futuro.
Foi inaugurado em 1987 com projeto do arquiteto Denis Laming.
Programe bem a visita. Fique atento à meteorologia, se chover o parque perde um pouco do seu charme.
É o segundo parque mais visitado da Europa, com 1.8 milhões de visitantes em 2014. O Futuroscope é um parque temático que tenta explicar como será a vida no futuro.
Trata-se de uma imensa área com atrações, brinquedos, espetáculos noturnos, concertos, 12 hotéis e vários restaurantes. 

O Futuroscope se encontra no meio do caminho entre Paris e Bordeaux.